# Holostrophus morimotoi
Holostrophus morimotoi is een keversoort uit de familie winterkevers (Tetratomidae). De wetenschappelijke naam van de soort werd in 1974 gepubliceerd door Sasaji.